# Маришел (Клуж)
Маришел (рум. Mărişel) насеље је у Румунији у округу Клуж у општини Маришел. Oпштина се налази на надморској висини од 1058 m.

## Становништво
Према подацима из 2002. године у насељу је живело 1670 становника, од којих су сви румунске националности.

### Хронологија
| Година       | 1992 | 1993 | 1994 | 1995 | 1996 | 1997 | 1998 | 1999 | 2000 | 2001 | 2002 | 2003 | 2004 | 2005 | 2006 | 2007 | 2008 | 2009 | 2010 | 2011 | 2012 | 2013 | 2014 | 2015 | 2016 | 2017 |
| ------------ | ---- | ---- | ---- | ---- | ---- | ---- | ---- | ---- | ---- | ---- | ---- | ---- | ---- | ---- | ---- | ---- | ---- | ---- | ---- | ---- | ---- | ---- | ---- | ---- | ---- | ---- |
| Становништво | 2087 | 2032 | 1998 | 1973 | 1937 | 1907 | 1895 | 1878 | 1819 | 1795 | 1785 | 1750 | 1706 | 1697 | 1679 | 1645 | 1632 | 1605 | 1590 | 1597 | 1609 | 1595 | 1599 | 1587 | 1577 | 1569 |